# Podarcis pityusensis
La lucertola delle Pitiuse (Podarcis pityusensis Boscá, 1883) è un rettile squamato della famiglia dei Lacertidi.

## Descrizione
Di taglia media con il suo corpo lungo 6–9 cm, questa specie ha una struttura robusta, poco schiacciata, testa corta e coda lunga. La colorazione del dorso è estremamente variabile, solitamente verde chiara, verde-azzurrognola, brunastra o giallastra ma anche blu oltremare, grigia o quasi nera, spesso con piccole macchie nere che non di rado si fondono in tre bande longitudinali: soprattutto la banda mediana è solitamente delimitata da striature chiare. Fianchi percorsi da file di macchie nere, spesso reticolate, e scudi ventrali marginali di colore azzurro. Anche le parti inferiori, prive di marcature, possono essere di colore variabile, biancastro, grigio chiaro, giallo, azzurrognolo, verdastro, arancione o rossastro; sulla gola si trovano in genere macchie scure. Le squame dorsali sono di forma esagonale allungata, in genere con una lieve carenatura.

## Biologia
Questa lucertola diurna compare in genere con un'alta densità di individui e spesso è poco schiva.
La sua dieta è costituita soprattutto da insetti e altri artropodi, e in parte anche da alimenti vegetali come fiori, frutti o semi.

## Distribuzione e habitat
Questa lucertola vive esclusivamente sulle Isole Pitiuse (Spagna), per esempio Ibiza e Formentera, ma anche su isole minori nelle vicinanze. Inoltre è stata introdotta a Barcellona  nonché in due siti sull'isola di Maiorca e nella Spagna del nord, dove forma piccole popolazioni. La lucertola delle Pitiuse si può trovare in ogni tipo di habitat dal livello del mare fino al punto più alto dell'arcipelago (475 m, Ibiza), in particolare presso rovine, cespugli, muretti in pietra o in zone brulle e sassose.

## Tassonomia
Dato il particolare areale, frammentato tra numerose isole separate tra loro, questa specie ha sviluppato varianti locali di aspetto molto diverso. Sono state descritte numerose sottospecie, di cui 23 formalmente valide come per esempio la forma nominale P. p. pityusensis a Ibiza e P. p. formenterae a Formentera, tuttavia nuovi studi sembrerebbero evidenziare una suddivisione in sole due linee di parentela:
- P. p. affinis (Müller, 1927);
- P. p. ahorcadosi (Eisentraut, 1930);
- P. p. calaesaladae (Müller, 1928);
- P. p. canensis (Eisentraut, 1928);
- P. p. canaretensis Cirer, 1980;
- P. p. caragolensis (Buchholz, 1954);
- P. p. carlkochi (Mertens e Müller, 1940);
- P. p. characae (Buchholz, 1954);
- P. p. formenterae (Eisentraut, 1928);
- P. p. frailensis (Eisentraut, 1928);
- P. p. gastabiensis (Eisentraut, 1928);
- P. p. gorrae (Eisentraut, 1928);
- P. p. hedwigkamerae (Müller, 1927);
- P. p. hortae (Buchholz, 1954);
- P. p. kameriana (Mertens, 1927);
- P. p. maluquerorum Mertens, 1921;
- P. p. muradae (Eisentraut, 1928);
- P. p. negrae (Eisentraut, 1928);
- P. p. pityusensis (Boscá, 1833);
- P. p. ratae (Eisentraut, 1928);
- P. p. redonae (Eisentraut, 1928);
- P. p. schreitmuelleri (Müller, 1927);
- P. p. tagomagensis (Müller, 1927);
- P. p. torretensis (Buchholz, 1954);
- P. p. vedrae (Müller, 1927).